# Blšany (zámek)
Blšany jsou zámek v obci Blšany u Loun v okrese Louny. Byl postaven na konci šestnáctého století, ale dochovaná podoba je výsledkem barokní přestavby provedené po třicetileté válce. Od roku 1964 je chráněn jako kulturní památka.

## Historie
První panské sídlo v Blšanech nechal postavit Jan Hruška z Března, který vesnici koupil roku 1588. Od jeho syna Adama Jana Hrušky z Března panství koupil roku 1628 jeho bratranec Adam Jindřich Hruška z Března, který byl hejtmanem Žateckého kraje. Po něm statek zdědily tři dcery, které jej roku 1637 prodaly Janu Karlovi Příchovskému z Příchovic. Ten po třicetileté válce nechal starou tvrz přestavět na barokní zámek. Další majitelkou zámku se stala nejmladší dcera z třetího manželství Jana Karla Příchovského, která panství roku 1682 odkázala pražskému arcibiskupství. Od té doby na zámku žili pouze úředníci. Arcibiskup Bedřich Schwarzenberg Blšany prodal svému bratrovi Janu Adolfovi ze Schwarzenbergu, který je připojil k cítolibskému panství. V letech 1924–1949 byl dvůr se zámkem soukromým majetkem a později ho převzal Semenářský statek Louny, který v roce 1965 zřídil v prvním patře byty.

## Stavební podoba
Původní tvrz byla chráněná ze severu a západu rybníky. Průčelí dochovaného jednopatrového zámku s obdélným půdorysem je obrácené do hospodářského dvora. Fasády jsou členěné pásovými římsami. Přízemní chodba a schodiště jsou zaklenuté valenou klenbou s lunetami. Interiér osvětlují obdélná okna se štukovým nebo kamenným rámováním.